# Live the Storm
Live the Storm è un album dei Disfear pubblicato nel 2008 dalla Relapse Records.

## Tracce
1. Get If Off – 3:19
2. Fiery Father – 2:41
3. Deadweight – 2:54
4. The Cage – 4:02
5. The Furnace – 4:14
6. Live the Storm – 2:21
7. Testament – 2:39
8. In Exodus – 3:34
9. Maps of War – 2:26
10. Phantom – 7:11